# Lotfaliabad
Lotfaliabad (persiano: لطفعلی‌آباد‎, anche come Loţf'alīābād) è un villaggio dell'Iran, situato nella provincia di Babol.